# النسوية في المكسيك

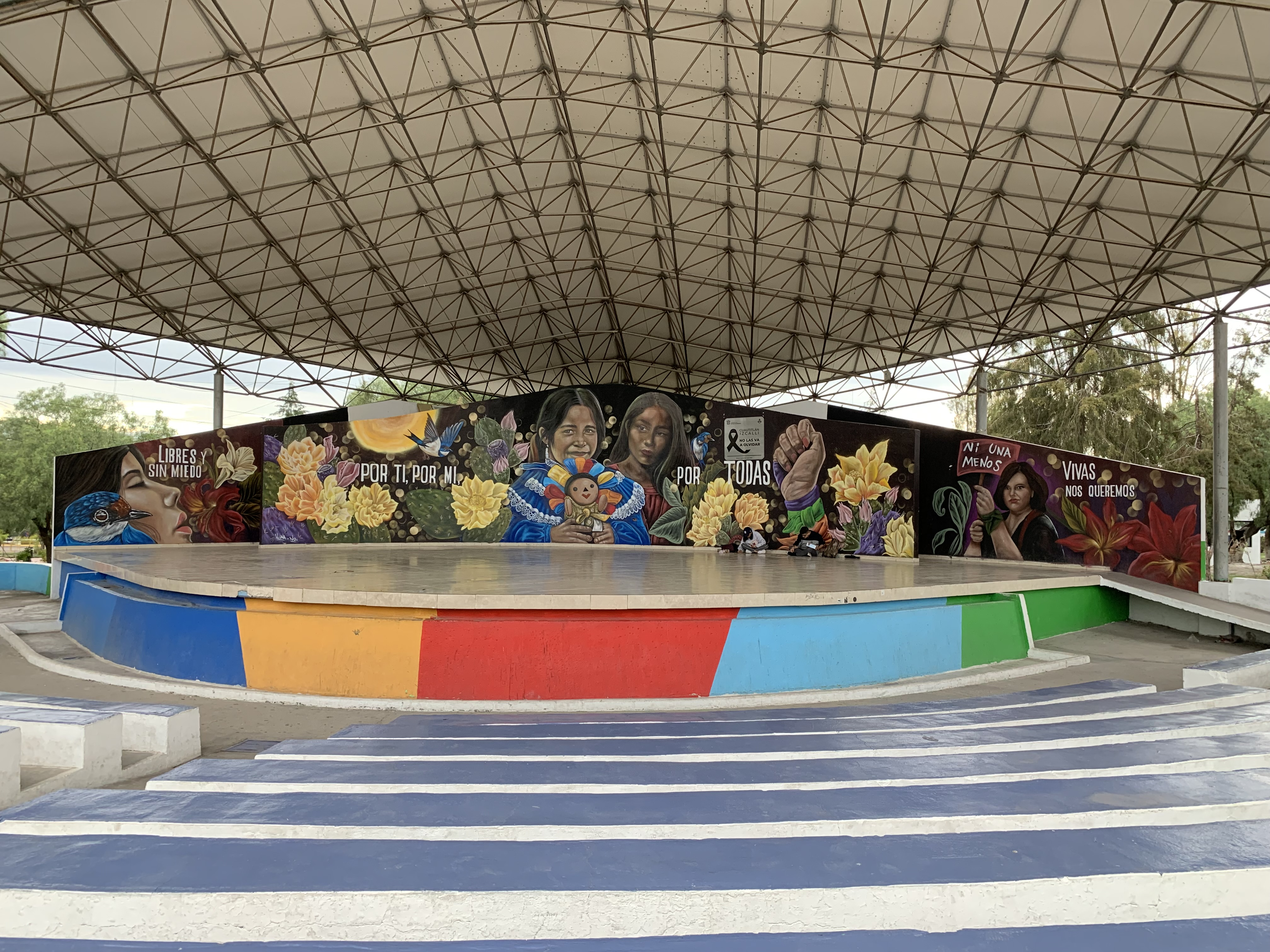
جدارية نسوية في بلدية كواوتيتلان إيزكالي

النسوية في المكسيك هي الفلسفة والنشاط اللذان يهدفان إلى خلق، وتحديد، وحماية المساواة السياسية، والاقتصادية، والثقافية، والاجتماعية في حقوق المرأة والفرص للنساء في المكسيك. للمصطلح جذور في الفكر الليبرالي، ولكن بدأ استخدام المصطلح في أواخر القرن التاسع عشر في المكسيك، وبأسلوب مشترك بين أعيان القوم في أوائل القرن العشرين. يمكن تقسيم تاريخ النسوية في المكسيك إلى عدد من المراحل وفقًا للترتيب الزمني. بالنسبة إلى فترة الاحتلال والاستعمار، أُعيد تقييم بعض الشخصيات في العصر الحديث ويمكن اعتبارها جزءًا من تاريخ النسوية في المكسيك. في عصر الاستقلال في بدايات القرن التاسع عشر، ظهرت مطالب للاعتراف بمواطنة المرأة، بينما شهدت نهاية القرن التاسع عشر تطورًا واضحًا للنسوية كإيديولوجية. أيدت الليبرالية تعليم كل من الفتية والفتيات بطريقة علمانية كجزء من مشروع تحديثي، وأصبحت النساء جزءًا من القوى العاملة كمدرسات. احتلت أولئك النسوة الصدارة في الحركة النسوية، وشكلن مجموعات تنتقد المعاملة الحالية للنسوة فيما يخص الوضع القانوني، والتعلم، والقوى الاقتصادية والسياسية. ينصب المزيد من الاهتمام العلمي على الفترة الثورية (1915-1925)، رغم أن مواطنة المرأة والمساواة القانونية لم تكن من المشاكل التي ناضلت الثورة من أجلها. جذبت كل من الموجة الثانية (1968-1990، التي كانت ذروتها بين عامي 1965-1985)، وفترة ما بعد الـ1990 اهتمامًا علميا ملحوظًا. أيدت النسوية المساواة بين النساء والرجال، ولكن كانت نساء الطبقة الوسطى السباقات في تشكيل المجموعات النسوية، وفي تأسيس الصحف لنشر الفكر النسوي، وأشكال أخرى من النشاط. أيدت النساء من الطبقة العاملة تلك الأفكار عبر تجمعاتهن وأحزابهن السياسية. كان معظم المشاركين في مواجهات عام 1968 في المكسيك، والذين شكلوا الحركة النسوية في ذاك الجيل لاحقًا، من الطلاب والمدرسين. كان المستشارون اللذين أسسوا أنفسهم داخل الاتحادات بعد زلزال عام 1985 من النساء المتعلمات اللواتي كن يفهمن الجوانب السياسية والقانونية للعمل المنظم. ما أدركنه هو أنه لتشكيل حركة مستدامة وجذب النساء من الطبقة العاملة إلى ما كان حركة خاصة بنساء الطبقة الوسطى، كان عليهن الاستفادة من تجارب ومعرفة العمال بأعمالهم لتشكيل نظام عملي وعامل. في تسعينيات القرن العشرين، أصبحت حقوق المرأة في مجتمعات المكسيكيين الأصليين مشكلة، خصوصًا أثناء ثورة جيش زاباتيستا في تشياباس. وما زالت الحقوق الإنجابية مشكلة مستمرة، خصوصًا منذ عام 1991 عندما لم تعد الكنيسة الكاثوليكية في المكسيك ممنوعة من الانخراط في السياسة.

## النظرية النسوية في المكسيك
النظرية النسوية هي امتداد النسوية إلى مجالات نظرية وفلسفية.

### الأفكار النمطية التقليدية
تنحدر معظم هذه النظريات في المكسيك من الإيديولوجيات ما بعد الاستعمارية وإيديولوجيات البناء الاجتماعي. يسلط منهج ما بعد الحداثة للنسوية الضوء على «وجود حقائق متعددة (بدلًا من مجرد وجهات نظر للرجال والنساء)» تظهر في الفهم الاجتماعي المكسيكي، إذ تكون الثقافة المالينتشية الأبوية جلية عند مقارنتها بثقافة الماريانيزمو (بالإنجليزية: Marianismo) أوالمالينكيزمو (بالإنجليزية: Malinchismo). في سياق مكسيكي بشكل خاص، تعارضت وجهات النظر التقليدية حول المرأة تمامًا، إذ تكون فيها المرأة طاهرة، عفيفة، مطيعة، ومنصاعة، وواهبة للحياة وفقًا للثقافة الماريانيزمية، أما من وجهة نظر السيدة غوادالوبي تكون المرأة على العكس من ذلك تمامًا، فهي خطاءة، ماكرة، خائنة، مخادعة، وتنجب أطفالًا خلاسيين وفقًا للثقافة المالينكيزية. تُرسَّخ هذه الأفكار النمطية في الثقافة العامة عن طريق الأدب، والفن، والمسرح، والرقص، والأفلام، والتلفزيون، والإعلانات التجارية. بغض النظر عن حقيقة كون هذه الآراء دقيقة، أو لها أساس تاريخي، أو تم التلاعب بها لخدمة مصالح خاصة، شجعت ثلاثة من الموضوعات الأساسية للهوية المكسيكية للأنثى، وهي: الكاثوليكية، والاستعمار، والخلاسية.
حتى الفترات الأخيرة من القرن التاسع عشر، كانت صورة النساء السائدة سواء في الفن أو المجتمع ككل هي تلك الصور التي يمليها الرجال ووجهة نظرهم حول المرأة. بعد الثورة، خلقت الدولة صورة جديدة للمكسيكيات، عن طريق جهود الرئيس ألفارو أوبريغون الذي انفصل عن الاستعمار والإمبريالية الغربية، إذ أصبح الرمز الثقافي هنديًا أصليًا، تمثله أنثى خلاسية غالبًا. بينما بقيت تعاريف الرجال عن المرأة وأمورها النموذج الثقافي السائد و«الرسمي»، بدأت مطالب النسوة بوضع تعريفات خاصة بأمورهن في عشرينيات القرن المنصرم.
جاءت بعض مطالب النسوة المكسيكيات بمساواة الرجل مع المرأة من الصراع الذي عشنه بين الالتزام بمنازلهن وبين الأعمال قليلة الأجر. توظف الطبقتان العليا والمتوسطة خادمات منزليات، ما يدفع عددًا أكبر من النساء ليقبلن بالأدوار التقليدية للجنسين.

### تغيير المفاهيم
تتعارض صور النساء عن أنفسهن في الأدب، والروايات، والتصوير مع تجسيدهن وتصويرهن في الفن. تمكن الفنانون، بعد ابتكارهم فنهم الخاص في فترة ما بعد الثورة، المطالبة بالهوية والتعبير النسويين الخاصين بهما. بينما حاولت فنانات في الفترة التي تلت الثورة مباشرة إعادة تعريف مفاهيمهن الخاصة بالجسد وصورته بطرقهن الخاصة الجديدة، لم يناصرن التغيير الاجتماعي إجمالًا.
تبع النسويون ذلك، بالنظر إلى أعمالهم التي وصفوها بأنها تفتح طريق التغيير الاجتماعي. في خمسينيات القرن العشرين، أثرت مجموعة من الكتَّاب المكسيكيين التي تدعى «جيل الخمسينات» على التشكيك بقيم المجتمع المكسيكي. كانت روزاريو كاستيلانوس من أوائل الأشخاص الذين لفتوا الانتباه إلى مشاركة نساء الطبقة الوسطى في اضطهادهن، وقالت «سيظهر أول متمرد غاضب عند اختفاء آخر خادمة». حاولت كاستيلانوس في كتاباتها التشكيك في الطائفة، والامتيازات، والكبت، والعنصرية، والتحيز الجنسي. انضمت إليها إلينا بونياتوسكا التي حللت وقيمت بشكل فلسفي في كتاباتها في الصحف، ورواياتها، وقصصها القصيرة، أدوار المرأة، وأولئك ممن لم يكن لديهن دعم، والمجتمع الأكبر.
حتى ثمانينيات القرن العشرين، تمحورت معظم النقاشات النسوية حول العلاقة بين الرجال والنساء، والمجالات التي تتمحور حول الأطفال، والأجور. بعد تلك الفترة الزمنية، ظهرت الأجساد، والحاجات الشخصية، والجنسانية. قامت بعض الباحثات النسويات منذ ثمانينيات القرن الماضي بتقييم السجل التاريخي للمرأة، وأظهرن أنها شاركت في تشكيل تاريخ البلاد. عام 1987، كتبت جوليا تونون بابلو كتاب نساء في تاريخ المكسيك، الذي كان أول سرد شامل للإسهامات التاريخية للمرأة في المكسيك في فترات ما قبل التاريخ خلال القرن العشرين. منذ ذلك الوقت، أظهرت دراسات واسعة أن النساء شاركن في كل جوانب الحياة المكسيكية، منذ تسعينيات القرن الماضي، أصبح مفهوم النوع الاجتماعي محور تركيز الدراسات الأكاديمية بشكل متزايد.

## التاريخ
لعبت النساء دورًا محوريًا في النضال السياسي المكسيكي عبر التاريخ، لكن لم ينتج عن خدمتهن للبلاد تحسين في الحقوق السياسية حتى منتصف القرن العشرين، عندما أصبحت النساء قادرات على التصويت.

### فترة الاحتلال 1519-1521
أشهر النساء المكسيكيات الأصليات هي دونا مارينا، التي تُعرف باسم لا مالينش التي جعلها دورها في احتلال المكسيك كمترجمة ثقافية للمحتل الإسباني إرنان كورتيس تظهر بمظهر الخائنة لعرقها وبلدها. توجد العديد من صور لا مالينش التي تعود إلى الحقبة الاستعمارية في مخطوطات أصلية، وتظهر فيها على أنها الشخص الرئيسي وأهم من كورتيس عادة. في السنوات الأخيرة، أعاد علماء وكتَّاب نسويون تقييم دورها، وأظهروا التعاطف مع الخيارات التي اضطرت لاتخاذها. على أي حال، لم تلاقي محاولة إنقاذ صورتها التاريخية التي تظهرها بمظهر خائنة دعمًا شعبيًا. أمر الرئيس خوسيه لوبيز بورتيو بنحت تمثال لأول عائلة من عرقين مختلفين، وهم كورتيس، ودونا مارينا، وابنهما مارتن، ونُقل التمثال، عند مغادرة كورتيس لمكتبه، من أمام منزله في كويوكان إلى مكان غامض، في حدائق شيكوتينكات، في باريو دو سان دييغو تشوروبوسكو، في مكسيكو.